# Pero alboculata
Pero alboculata är en fjärilsart som beskrevs av Paul Dognin 1907. Pero alboculata ingår i släktet Pero och familjen mätare. Inga underarter finns listade i Catalogue of Life.